# VOA (음반)
| 전문가 평가 | 전문가 평가 |
| 평가 점수   | 평가 점수   |
| 출처        | 점수        |
| ----------- | ----------- |
| Allmusic    | 4/별        |

《VOA》는 미국의 하드 록 음악가 새미 헤이거의 여덟 번째 스튜디오 음반이다. 게펀 레코드가 1984년 7월 23일에 발매한 이 음반은 반 헤일런과 합류하기 전의 그의 마지막 솔로 음반이었다. 제목은 보이스 오브 아메리카 방송망에 대한 언급이다. 이 음반은 1984년 12월 15일, 빌보드 200 차트에서 32위로 정점을 찍었다.

## 배경 및 녹음
이 음반은 캘리포니아주 버클리의 판타지 레코딩과 할리우드의 선셋 사운드에서 녹음된 다음 뉴욕주의 파워 스테이션에서 혼합되었다.
이 음반의 라이너 노트에 따르면, 〈Burnin' Down the City〉는 뉴욕의 거리 예술가들로부터 영감을 받았다고 한다.

## 곡 목록
모든 곡들은 특별한 언급이 없는 한 새미 헤이거에 의해 작사/작곡하였다.
| #  | 제목                                       | 재생 시간 |
| -- | ------------------------------------------ | --------- |
| 1. | 〈I Can't Drive 55〉                       | 4:12      |
| 2. | 〈Swept Away〉                             | 5:36      |
| 3. | 〈Rock Is in My Blood〉                    | 4:26      |
| 4. | 〈Two Sides of Love〉                      | 3:41      |
| 5. | 〈Dick in the Dirt〉                       | 4:19      |
| 6. | 〈VOA〉                                    | 4:29      |
| 7. | 〈Don't Make Me Wait (헤이거, 제시 함스)〉 | 4:06      |
| 8. | 〈Burnin' Down the City〉                  | 5:32      |